# Sergio Berlato
Sergio Antonio Berlato (* 27. Juli 1959 in Marano Vicentino, Provinz Vicenza) ist ein italienischer rechtskonservativer Politiker. Er war von 1999 bis 2014 und ist seit 2020 erneut Mitglied des Europäischen Parlaments, zunächst als Mitglied der Alleanza Nazionale, dann der Partei Popolo della Libertà und schließlich der Fratelli d’Italia.
Berlato wurde 1990 für die Bewegung Caccia Pesca Ambiente („Jagd, Fischerei, Umwelt“) in den Regionalrat von Venetien gewählt. 1994 bis 1995 gehörte er der Regionalregierung unter Aldo Bottin als Beigeordneter für Domänen- und Vermögensgüter sowie Erschließung der Wildtierressourcen an. 1995 wurde er als Mitglied des Regionalrats bestätigt, diesmal als Vertreter der rechtskonservativen Alleanza Nazionale Anschließend gehörte er bis 1999 der Regionalregierung unter Giancarlo Galan als Beigeordneter für den Primärsektor (Landwirtschaft und Fischerei) an. 
Bei der Europawahl 1999 wurde er als Vertreter der Alleanza Nazionale ins Europäische Parlament gewählt. Von 1999 bis 2009 gehörte er der Fraktion Union für das Europa der Nationen (UEN) an. Von 2002 bis 2004 war er dort stellvertretender Vorsitzender der Delegation für die Beziehungen zu Australien und Neuseeland. 2004 wurde er wiedergewählt. Von 2007 bis 2009 war er stellvertretender Vorsitzender des Ausschusses für Landwirtschaft und ländliche Entwicklung. 2009 wurde er für eine weitere Legislaturperiode im Amt bestätigt, diesmal als Vertreter der Mitte-rechts-Sammelpartei Popolo della Libertà (PdL), in der die AN inzwischen aufgegangen war. Anschließend gehörte er der Fraktion der Europäischen Volkspartei (EVP) an. Nach der Spaltung der PdL 2013 schloss er sich der Partei Forza Italia an. 
Vor der Europawahl 2014 wechselte er zur nationalkonservativen Partei Fratelli d’Italia (FdI), die jedoch an der 4-Prozent-Hürde scheiterte, weshalb Berlato aus dem Europaparlament ausschied. 2015 wurde er wieder in den Regionalrat von Venetien gewählt. Bei der Europawahl 2019 bewarb er sich erneut um einen Sitz im Europäischen Parlament, diesmal war die FdI erfolgreich und Berlati erhielt innerhalb der Partei die zweitmeisten Vorzugsstimmen nach der Parteivorsitzenden Giorgia Meloni. Er konnte sein Mandat jedoch nicht direkt antreten, sondern musste bis zum Ausscheiden der britischen Abgeordneten im Februar 2020 durch den Brexit warten. Er ist in der 10. Legislaturperiode (2024–2029) Mitglied im Ausschuss für Landwirtschaft und ländliche Entwicklung sowie stellvertretendes Mitglied im Ausschuss für Umweltfragen, öffentliche Gesundheit und Lebensmittelsicherheit.